# Poophilus kivuensis
Poophilus kivuensis is een halfvleugelig insect uit de familie Aphrophoridae. De wetenschappelijke naam van deze soort is voor het eerst geldig gepubliceerd in 1956 door Synave.